# Hormiphora palmata
Hormiphora palmata är en kammanetart som beskrevs av Chun 1898. Hormiphora palmata ingår i släktet Hormiphora och familjen Pleurobrachiidae. Inga underarter finns listade i Catalogue of Life.